# Henham (Essex)
Henham ist ein Dorf und eine Verwaltungseinheit (Civil Parish) im District Uttlesford in der englischen Grafschaft Essex. Sie umfasst das namensgebende Dorf Henham sowie Little Henham und Pledgdon.

## Geographie
Das Parish liegt nördlich des London Stansted Airport und westlich des M11 motorway, auf halbem Weg von Bishop’s Stortford nach Saffron Walden. Das Gemeindegebiet erstreckt sich von Little Henham im Norden bis Pledgdon im Süden. Das Dorf Henham markiert der dritthöchsten Punkt in der Grafschaft Essex.

## Geschichte
Erstmals erwähnt wird Henham 626 in der Tribal Hideage. Der Name des Ortes setzt sich aus hean für „hoch“ und ham für „Wohnort“ zusammen. Eine weitere Erwähnung findet sich im Domesday Book: Hier ist ein Adliger namens Thurston als Grundherr genannt, der seine Besitztümer in und um das Dorf aufzählt. Bis zum Ende des Mittelalters lebten die Bewohner Henhams vor allem von der Schafzucht; bereits zu Zeiten King Edwars kamen hier 160 Schafe auf 31 Dorfbewohner. Zur Regierungszeit von Johann Ohneland werden zum ersten Mal Flure mit Angabe von Größe und Besitzer genannt, zu einem großen Teil sind sie auch heute noch in dieser Form erhalten. Bis ins späte 19. Jahrhundert blieb Henham stark ländlich geprägt. Danach ging die Zahl der Bewohner, vor allem wegen Gesetzen zur Umverteilung von Land und dem Anschluss an die Eisenbahnverbindung London–Cambridge durch die Elsenham & Thaxted Light Railway 1913, stetig zurück.

## Politik
Henham gehört verwaltungstechnisch zum District Uttlesford der Grafschaft Essex.
Henham wird von einem neunköpfigen Parish Council (deutsch Gemeinderat) verwaltet, dem derzeit Nick Baker vorsteht. Im Uttlesford District Council ist Henham durch David Morson und Catherine Dean vertreten.

## Kultur

### Henham Dragon
Der Henham Dragon, oder deutsch Drache von Henham erschien angeblich 1668 in der Umgebung des Dorfes. Dabei soll es sich um eine rund zweieinhalb Meter lange, geflügelte Schlange gehandelt haben. Über dieses Ereignis erschien ein Jahr später eine Flugschrift, die für sich Echtheit reklamierte, wahrscheinlich aber handelte es sich um einen Hoax des damals in Saffron Walden lebenden Dichters William Winstanley.

### Sehenswürdigkeiten
Neben den reetgedeckten Häusern, die auch heute noch an normannische Zeiten erinnern, ist vor allem die Kirche St. Mary the Virgin in Henham ein bedeutendes Baudenkmal. Sie stammt aus dem 12. Jahrhundert n. Chr. und ist sächsischen Ursprungs. Der einzig verbliebene Pub des Dorfes, The Cock, besteht seit der Mitte des 17. Jahrhunderts.

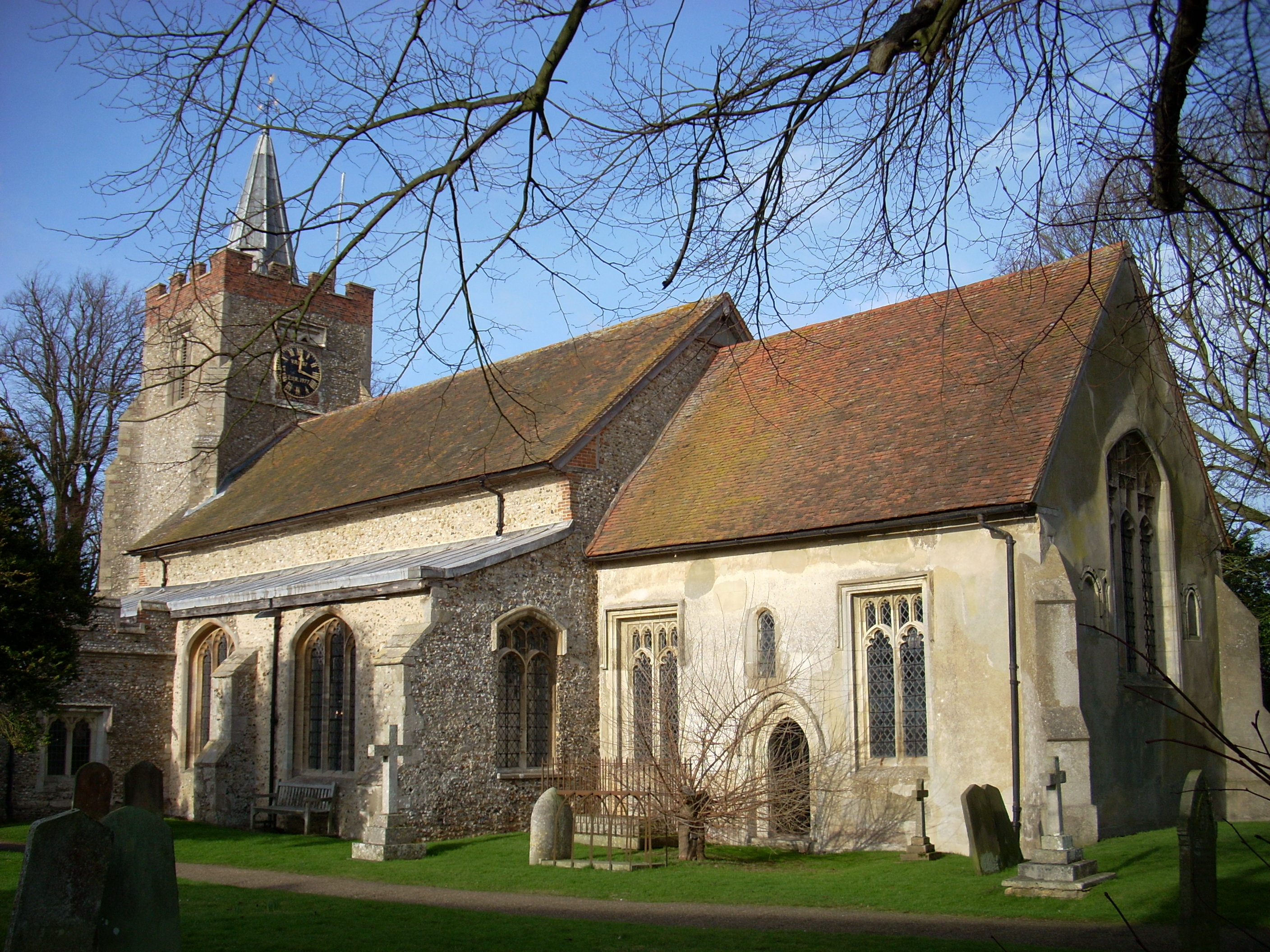
St. Mary’s Church
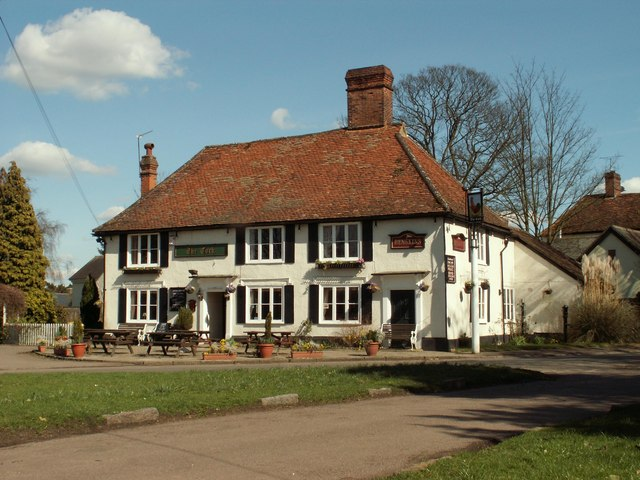
Pub The Cock
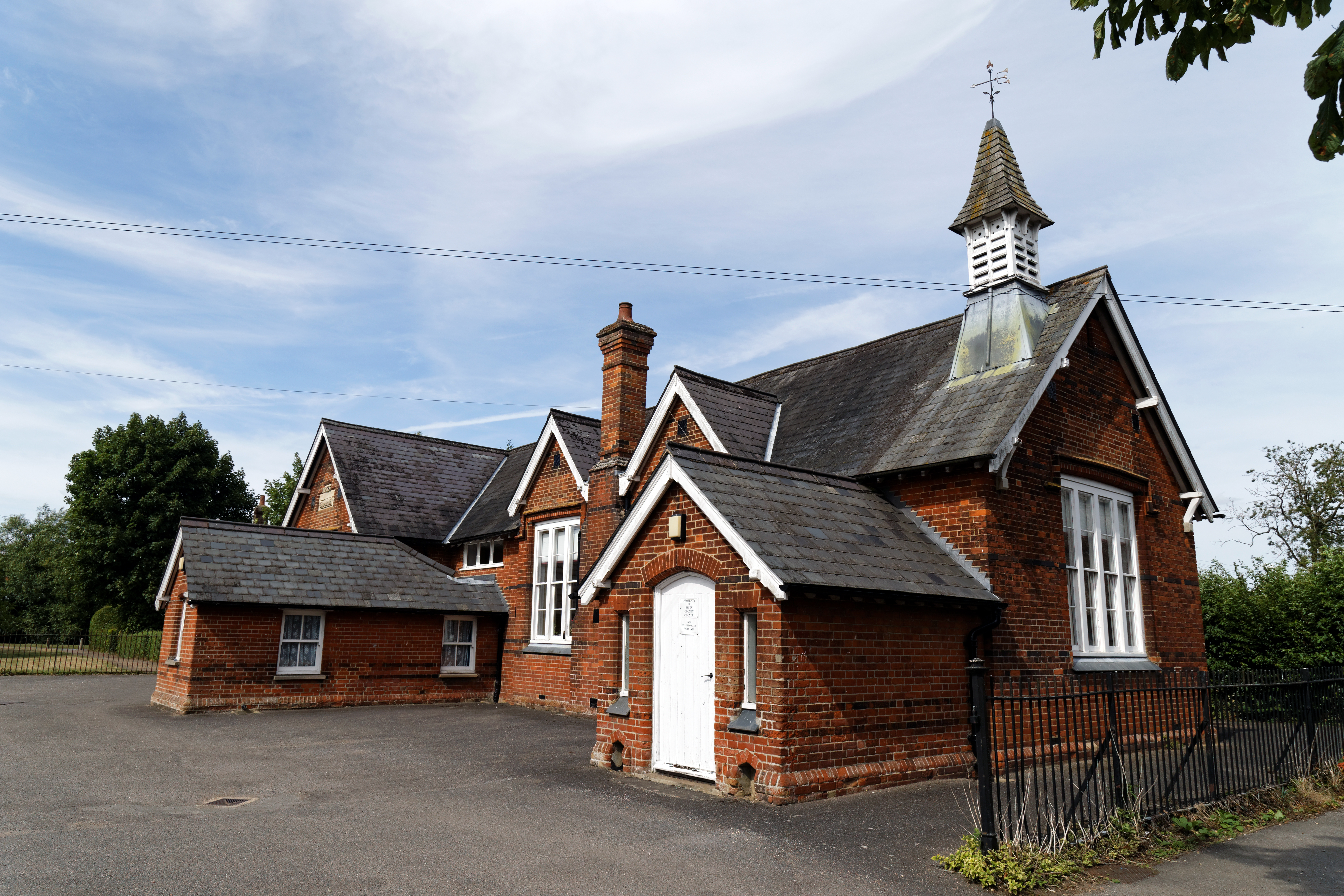
Schule

## Persönlichkeiten
- Robert Fitzwalter, 1. Baron Fitzwalter (1247–1326), Adeliger und Militär
- Elizabeth Fitzwalter, 8. Baroness Fitzwalter (1430 – um 1485 oder nach 7. Januar 1505), Adelige